# Souskioú
Souskioú (grec moderne : Σουσκιού) est un village de chypriote situé dans le district de Paphos et comptant plus de 10 habitants.